# Socialistisch Alternatief
Socialistisch Alternatief, voorheen Inter, Voorwaarts en Offensief, is een revolutionair-socialistische (trotskistische) organisatie met een eigen blad (ook Socialistisch Alternatief geheten), die bestaat sinds 1977. Socialistisch Alternatief is de Nederlandse afdeling van het Project voor een Revolutionaire Marxistische Internationale. 

## Geschiedenis

### Entrismebinnen de PvdA
Socialistisch Alternatief ontwikkelde zich in eerste instantie samen met jongeren elders in Europa als revolutionaire stroming binnen de sociaaldemocratie. In Nederland was Socialistisch Alternatief, onder de oude namen, actief binnen de Partij van de Arbeid. Begin jaren negentig was de organisatie van mening dat de PvdA haar rol als arbeiderspartij had verspeeld, en verliet deze partij. Na het verlaten van de PvdA heeft Socialistisch Alternatief een rol gespeeld in onder meer de strijd tegen de opkomst van extreemrechts in de eerste helft van de jaren negentig met de antiracismecampagne Jongeren Tegen Racisme (JTR).

### Entrisme binnen de SP
Vanaf 1998 was Socialistisch Alternatief, toen nog Offensief geheten, actief in de SP, net als de leden van de eveneens trotskistische organisaties Internationale Socialisten en Socialistische Alternatieve Politiek. Zij ziet de SP als een potentieel brede arbeiderspartij en probeert daarbinnen een revolutionaire stroming op te bouwen. De verhouding tussen Offensief en de SP is echter ambivalent.
In de SP-afdeling Amsterdam werd in de zomer van 2003 de voorzitter van de SP-kerngroep (een discussiegroep die de partijlijn en activiteiten plant) in Amsterdam-Zuidoost geschorst, officieel vanwege zijn lidmaatschap van Offensief. Maar de rol die Offensief-leden speelden in de 'Gespuisgroep' zal hierin zeker van belang zijn geweest, beweert Rudie Kagie in het boek De Socialisten (2004). Deze oppositionele beweging kwam binnen de Amsterdamse SP-afdeling tegen de zin van het afdelingsbestuur op voor meer ledenvergaderingen, een meer activistische afdeling en meer ideologische scholingen.
Er waren meerdere afdelingsbestuursleden actief voor Offensief, en in het verleden waren ook een Provinciale-Statenlid en diverse raadsleden van de SP ook lid van Offensief, waaronder de meerderheid van de partijleiding (en de raadsleden van 2002 tot 2006) van de SP in Breda. In februari 2009 besloot het partijbestuur van de SP dat SP-leden niet langer eveneens lid mogen zijn van Offensief. Sindsdien zijn een aantal leden geroyeerd.

### Splitsing
In 2019 splitste het Comité voor een Arbeidersinternationale. De splitsing werd veroorzaakt door een ideologisch debat over het belang van de arbeidersklasse ten opzichte van de strijd van andere maatschappelijke groepen, zoals vrouwen, minderheden en lhbt-rechten. Dit debat leidde tot een patstelling en escaleerde uiteindelijk tot een splitsing. Een minderheid van het CAI, gevormd voornamelijk door de afdelingen in Groot-Brittannië hief namelijk het CAI op. Vervolgens richtte deze partijen echter direct weer een 'nieuwe' CAI op. Een meerderheid van de andere afdelingen, waaronder Socialistisch Alternatief, ziet deze gang van zaken als een coup en claimen ook de naam van het CAI. In 2020 veranderde de 'CAI-Meerderheid' zijn naam in het Internationaal Socialistisch Alternatief (ISA). Socialistisch Alternatief was de Nederlandse afdeling van ISA tot december 2024.
Nederlandse sectie van het PRMI
Socialistisch Alternatief koos ervoor om ISA te verlaten toen duidelijk werd dat een meerderheid van de ISA-leiding verschil van inzicht had met betrekking op beschuldigingen van misbruik en geweld tegen een prominent lid. Nadat een minderheid (de Fractie voor de Verdediging van Save-Guarding, Socialistisch Feminisme en Interne Democratie) probeerde om interne debatten te starten, werden deze door volgens de SA te veel beperkt. Leden van de fractie werden uit social-mediakanalen gezet. De ISA-leiding bepaalde dat iedereen die tot de minderheid behoorde zich buiten ISA had geplaatst. Hierdoor verliet de SA permanent de ISA.